# NGC 2833
NGC 2833 (również PGC 26389) – galaktyka spiralna (S), znajdująca się w gwiazdozbiorze Rysia. Odkrył ją 13 marca 1850 roku George Stoney – asystent Williama Parsonsa.